# Descensus testis
Der Descensus testis (lateinisch für „Hodenabstieg, Herabsteigen des Hodens“) ist die mehrheitlich fetale Wanderung des Hodens vom Ort seiner embryonalen Anlage hinter der Niere durch den Leistenkanal in den Hodensack (Skrotum).

## Mechanismus

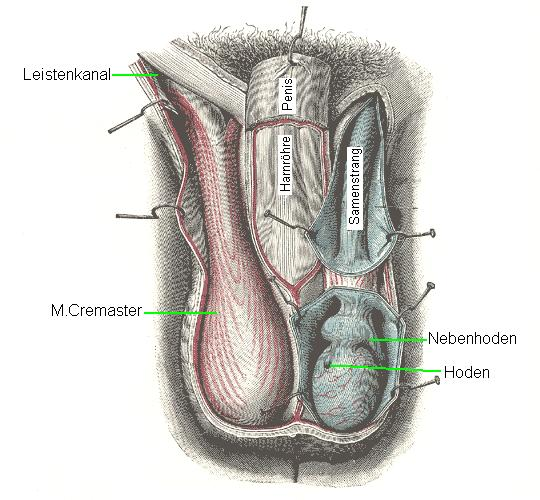
Normale Anatomie nach Abstieg des Hodens in den Hodensack

Der Hoden entsteht im Bauchraum außerhalb des Bauchfells (extraperitoneal) in Höhe der oberen Lendenwirbel im Bereich der Nierenanlage. Gesteuert durch das Anti-Müller-Hormon (AMH, produziert von den Sertoli-Zellen) steigen die Hoden zunächst in der Transabdominalphase zum Beckenrand ab. Man bezeichnet diesen Abschnitt als transabdominellen Hodenabstieg. In der Literatur wird der Vorgang, der zum transabdominellen Abstieg führt, als ballonartige Anschwellung und Verkürzung des Gubernaculums durch Proliferation beschrieben, wodurch der Hoden mitgenommen wird. In der sich anschließenden Inguinoskrotalphase steigen die Hoden androgenvermittelt (Testosteronanstieg) entlang des Gubernaculum testis (dem unteren Keimdrüsenband) über den Leistenkanal in den Hodensack ab. Dabei bildet sich eine trichterförmige Ausstülpung des Bauchfells in das Skrotum, der Processus vaginalis peritonei. Hier scheint eine Verkürzung des Gubernaculum durch Rückbildung die entscheidende Rolle zu spielen. Der Processus vaginalis bildet sich ebenfalls bis auf einen kleinen Rest, der im Hodensack verbleibt, zurück und der Hodensack kommuniziert nicht mehr offen mit der Peritonealhöhle. Das Gubernaculum testis bleibt als Hodeneigenband (Ligamentum testis proprium) und Nebenhodenschwanzband (Ligamentum caudae epididymidis) erhalten.

## Zeitliches Auftreten
Der Hodenabstieg erfolgt bei Wiederkäuern bereits im dritten Fetalmonat. Beim Menschen und Schwein ist er etwa zur Geburt abgeschlossen. Beim Pferd wandern die Hoden etwa zur Geburt durch den Leistenkanal. Beim Hund wie auch bei der Hauskatze ist der Hodenabstieg zumeist erst Ende des ersten Lebensmonats abgeschlossen, bei neugeborenen Welpen sind fehlende Hoden im Hodensack also noch kein Grund zur Beunruhigung. Bei Nagetieren erfolgt der Hodenabstieg erst zur Pubertät und auch erwachsene Tiere können die Hoden noch in die Bauchhöhle zurückziehen.

## Störungen
Störungen des Hodenabstiegs (Maldescensus testis) sind relativ häufig und vermutlich genetisch bedingt. Sie können beide oder auch nur einen Hoden betreffen. Diese Entwicklungsstörungen führen zu Lageanomalien des Hodens wie Kryptorchismus oder Hodenektopie.
Bleiben die Hoden in der Bauchhöhle, so können keine fruchtbaren Spermien entstehen (Infertilität), da die Temperatur für die Spermatogenese zu hoch ist. Zudem neigen sie zur Tumorbildung. Die Wahrscheinlichkeit, im Laufe des Lebens einen Hodentumor zu entwickeln, ist 3- bis 8-fach erhöht.
Störungen der Rückbildung des Processus vaginalis peritonei führen zu einer angeborenen Leistenhernie.

## Säugetiere ohne Hodenabstieg
Bei einigen Säugetieren (z. B. Elefant, viele Meeressäugetiere, Faultier) findet kein Hodenabstieg statt. Bei ihnen bleiben die Hoden in der Bauchhöhle und sind dennoch in der Lage, fruchtbare Spermien zu produzieren. Die Tierarten ohne Hodenabstieg werden unter dem Begriff Testiconda (von lateinisch testis ‚Hoden‘ und condere ‚verstecken‘) zusammengefasst.